# Abraham Fraunce
Abraham Fraunce (circa 1558 – 1633), fue un poeta y dramaturgo inglés de la época isabelina. 
Nativo de Shropshire, nació entre 1558 y 1560. Estudió en el St John's College de Cambridge desde in 1576. Su comedia en latín, Victoria, dedicada a Sir Philip Sidney, fue probablemente escrita en Cambridge, donde permaneció hasta 1583. Se dedicó posteriormente a la abogacía. Fue protegido de Mary Herbert, Condesa de Pembroke y hermana de Sidney. Su última obra se publicó en 1592, y no se sabe más de él hasta 1633, cuando se dice que escribió un Epithalamium en honor del matrimonio de Lady Magdalen Egerton, séptima hija del Conde de Bridgwater, a cuyo servicio puede que estuviera.